# Belaj (Barilović)
 Belaj  falu Horvátországban, Károlyváros megyében. Közigazgatásilag Barilovićhoz tartozik.

## Fekvése
Károlyvárostól 8 km-re délre, községközpontjától 5 km-re északra, a Šišak-hegy keleti lábánál, a Korana bal partján fekszik.

## Története
Belaj területét már 1360-tól a Mogorich nembeli Tomasich család birtokolta. Belaj várát is valószínűleg ők építtették fel a 15. században. A családot 1581-ben Hunyadi Mátyás is megerősítette Belaj birtokában. 1528. október 5-én a vár alatt véres csata zajlott a Karlovich Iván bán vezérelte horvát végvári katonaság és a boszniai pasa vezette ötezer fős török sereg között. A horvát sereg, melyben a Frangepán család több tagja is harcolt végül megfutamította az ellenséget. A sorozatos török betörések azonban teljesen elnéptelenítették az uradalmat, mely a Tomasichok elszegényedéséhez vezetett. Ennek lett a következménye, hogy 1535-ben Tomasich Gáspár a törökhöz szökött és ott teljesen törökké lett. Ezután Ferdinánd király Belajt, Kruzsich Péter klisszai várnagy uralma alá rendelte. A királyi parancsnak azonban sohasem szereztek érvényt és a vár továbbra is Tomasich birtok maradt. 1568-ban Tomasich Iván megölte Mátyás nevű unokaöccsét, ezért a király javait ezúttal Frangepán Ferencnek adta, de ennek sem tudtak érvényt szerezni. A boszniai pasa 1574-ben és 1576-ban is támadta Belaj vidékét és számos foglyot ejtett. Az 1581-es török támadás kudarccal végződött, a foglyokat a rájuk törő horvátok kiszabadították. 1590-ben a török Belajt is felégette. A sorozatos támadásoknak végül a vár és a mezőváros teljes pusztulása  lett az eredménye. 1638-ban Tomasich Pál 800 forintért és egy felszerszámozott lóért eladta a csupasz falakkal álló várat és uradalmát gróf Paradeiser Rudolf zsumberki kapitánynak. Fia Ernest 1694-ben bekövetkezett halála után házasság révén a Jurich család szerezte meg, majd 1706-ban a kincstáré lett. A vár a katonai határőrvidék parancsnoksága alá került, akik tüzérszertárként használták. Végül 1834-ben a katonai határőrvidéki hatóság utasítására felrobbantották és az alapokig elbontották. Anyagából Kamenjaknál a Korana folyó mellé malmot, Károlyvárosban pedig több lakóházat építettek. A második világháború után a várban még régészeti feltárások zajlottak, de rövidesen helyén kőbányát nyitottak és nyomtalanul eltűnt.
A településnek 1857-ben 56, 1910-ben 89 lakosa volt. Trianon előtt Modrus-Fiume vármegye Vojnići járásához tartozott. 2011-ben 165 lakosa volt.

## Lakosság
| Lakosság változása | Lakosság változása | Lakosság változása | Lakosság változása | Lakosság változása | Lakosság változása | Lakosság változása | Lakosság változása | Lakosság változása | Lakosság változása | Lakosság változása | Lakosság változása | Lakosság változása | Lakosság változása | Lakosság változása | Lakosság változása |
| ------------------ | ------------------ | ------------------ | ------------------ | ------------------ | ------------------ | ------------------ | ------------------ | ------------------ | ------------------ | ------------------ | ------------------ | ------------------ | ------------------ | ------------------ | ------------------ |
| 1857               | 1869               | 1880               | 1890               | 1900               | 1910               | 1921               | 1931               | 1948               | 1953               | 1961               | 1971               | 1981               | 1991               | 2001               | 2011               |
| 56                 | 57                 | 50                 | 70                 | 77                 | 89                 | 103                | 124                | 125                | 127                | 126                | 145                | 157                | 180                | 154                | 165                |

## Nevezetességei
Belaj várát 1834-ben elbontották,  ma már az alapjai sem láthatók, a helyén kőbánya található.